# The Cove
The Cove är en dokumentärfilm från 2009 som handlar om delfinslakt. Regissör är Louie Psihoyos från National Geographic.

## Om dokumentären
Under delfinfångstsäsongen som pågår i den japanska kuststaden Taiji mellan september och mars varje år slaktas tusentals[källa behövs] delfiner som inte håller måttet i jakten på perfekta exemplar av delfiner till världens djurparker.
The Cove har uppmärksammats världen över sedan den visades för första gången på Sundance Film Festival 2009. Filmen har vunnit en mängd priser, tillägnats ett avsnitt i South Park, och engagerat Hollywoodstjärnor som Ben Stiller, Hayden Panettiere (Heroes) och Zooey Deschanel, och den stöttas officiellt av bandet Coldplay och Paris Hilton.

## Utmärkelser
Filmskaparna har fått motta över 25 filmpris för filmen. Bland annat följande:
- Bästa dokumentär (Best Documentary) från Environmental Media Awards[3]
- Tre Cinema Eye Honors [4] för "Outstanding Achievement",
- “Golden Tomato Award” från webbsidan rottentomatoes.com,[5],
- Oscar för bästa dokumentär vid Oscarsgalan 2010 och [6]
- Publikens pris vid Stockholms filmfestival 2009.

### Recensioner
- New York Times Film Review
- Roger Ebert Film Review
- Recension av Justin Lowe